# Общий центр обслуживания
Общий центр обслуживания (ОЦО, англ. shared services center, также единый центр обслуживания, ЕЦО) — специально созданное подразделение в структуре крупной компании или учреждения, в которое передаются определённые бизнес-процессы всей организации (например, бухгалтерский учёт, управление кадрами). Общий центр обслуживания может быть как юридически обособленной организацией, так и обычным структурным подразделением.
По сути передача ряда функций в общий центр обслуживания схожа с аутсорсингом, когда определённые функции организации передаются сторонним подрядчикам, но в данном случае подрядчик входит в состав организации и целиком подчиняется её руководству. Чаще всего по такой схеме создаются централизованные подразделения ведения бухгалтерского и налогового учёта, формируются единые структуры управления денежными средствами, закупками, информационными технологиями, маркетингом и рекламой, группируются функции найма персонала, кадрового учёта, расчёта заработной платы.
Основные цели, которые преследуются при создании общих центров обслуживания — сокращение операционных затрат, оптимизация штата сотрудников, унификация и стандартизация бизнес-процессов, исключение дублирующихся функций, повышение качества функций за счёт специализации труда.
Эффект от создания ОЦО
Мировой опыт создания ОЦО доказал, что выделенные сервисы помогают резко повысить эффективность бизнеса в целом. Это достигается за счет стандартизации, централизации и улучшения качества обслуживающих функций. ОЦО в холдингах и географически распределенных компаниях способны обеспечить: 
·      до 30% экономии на расходах; 
·      до 25% повышения скорости обработки документации; 
·      до 15-20% улучшения качества создаваемых документов и снижения рисков.
ОЦО делает бизнес более прозрачным, управляемым и гибким, обеспечивает стабильно высокое качество услуг для бизнеса и помогает снижать риски. 
В период кризиса и повышенной турбулентности рынка как, например, из-за пандемии, с которой бизнес столкнулся в 2020 году, особенно важными становятся такие функции ОЦО, как аналитика, предоставление отчетов разной степени сложности в режиме реального времени, оптимизация затрат на исполнение необходимых процессов и качественное обслуживание всех бизнес-единиц и филиалов, что позволяет бизнесу сосредоточиться на выполнении основных функций.
Возможные модели развития ОЦО
Традиционно в России ОЦО проходят три основные стадии развития.
Первая стадия – перевод в ОЦО стандартных, но больших по объему операций: бухгалтерский учет, кадровый учет и т.п. При этом происходит релокация функции в регионы, где издержки ниже, чем в регионе, где находится головная компания. 
Вторая стадия – в ОЦО переводятся более сложные функции, требующие экспертизы: закупки, подготовка и сдача отчетности, экономика и планирование и т.д.
Третья стадия – это полноценное бизнес-партнерство ОЦО с головной компанией, когда центры обслуживания помогают оптимизировать бизнес-процессы в головной компании и готовы находить пути повышения эффективности не только за счет миграции новых функций из головной компании в ОЦО, но и благодаря применению глубокой аналитики, инновационных технологий и т.п.
В западной практике высшей ступенью развития ОЦО является модель GBS (Global Business Service) – глобального бизнес-сервиса или даже цифрового бизнес-сервиса DBS (Digital Business Services, модель GBS 2.0).
Ключевое отличие двух этих моделей состоит в том, что основная задача ОЦО – быть эффективным сервисом, а GBS стремится оказать комплексную услугу для бизнеса и приносить добавленную стоимость. Если смотреть на мировой опыт, то многие компании уже отказались от SLA и работают по системе VLA (Value Level Agreement) – комплексу KPI, показывающих, какой уровень добавленной стоимости GBS приносит бизнесу в привязке к основным бизнес-процессам компании.
Одним из стратегических направлений развития российских ОЦО является оказание услуг на сторону, то есть внешним клиентам. В этом случае Общий центр обслуживания работает для внешних клиентов как аутсорсинговая компания.